# 大叶茜草
大叶茜草（学名：Rubia schumanniana）为茜草科茜草属下的一个种。

## 扩展阅读
- 維基物種上的相關：大叶茜草